# Glenea mesoleuca
Glenea mesoleuca là một loài bọ cánh cứng trong họ Cerambycidae.